# Ana Vidovićová
Ana Vidovićová, vystupující nyní jako Ana Vidovic (* 8. listopadu 1980 Karlovac), je chorvatská klasická kytaristka, žijící ve Spojených státech. Pochází z hudební rodiny a ke kytaře ji přivedl její starší bratr Viktor Vidović, rovněž koncertní kytarista. Vidovićová byla zázračné dítě, koncertovat začala v osmi letech a poprvé v zahraničí vystoupila v 11 letech. Studovala na Hudební akademii v Záhřebu a na Peabody Conservatory v Baltimore. Hrává na kytaru, kterou postavil Jim Redgate, a svoje nahrávky publikovala u značek Croatia Records, BGS, Naxos a Mel Bay.